# Chocowinity (Karolina Północna)
Chocowinity – miasto w Stanach Zjednoczonych, w stanie Karolina Północna, w hrabstwie Beaufort.